# Priya Marathe
Pour les articles homonymes, voir Marathe.
Priya Marathe est une actrice indienne . Elle est surtout connue pour ses rôles de Varsha dans la série télévisée Pavitra Rishta (en) et de Bhavani Rathod dans Saath Nibhaana Saathiya (en).

## Carrière
Priya Marathe a fait ses débuts à la télévision avec Ya Sukhano Ya et est finalement apparue dans plusieurs autres séries marathi dont Char Divas Sasuche (en). 
Sa première apparition dans une série hindi a eu lieu dans Char Divas Sasuche (en) où elle a joué Vidya Bali, et est finalement apparue dans une saison de Comedy Circus (en). Elle a joué Varsha dans la série télévisée Pavitra Rishta . Elle est également apparue brièvement dans Bade Achhe Lagte Hain (en) dans le rôle de Jyoti Malhotra. 
Elle a également figuré dans une série marathi Tu Tithe Me (en). En février 2017, elle rejoint le casting de l'émission de Star Plus.

## Vie privée
Priya Marathe a épousé son ami de longue date, l'acteur Shantanu Moghe, fils de l'acteur Shrikant Moghe (en), le 24 avril 2012.

## Télévision
| An          | Titre                                       | Rôle                                     | Autres notes                      |
| ----------- | ------------------------------------------- | ---------------------------------------- | --------------------------------- |
| 2001 - 2011 | Char Divas Sasuche (en)                     | Sona Ashok Deshmukh                      |                                   |
| 2005 - 2008 | Ya Sukhano Ya                               | Paavani Adhikari                         |                                   |
| 2007 - 2009 | Kasamh Se (en)                              | Vidya Bali                               |                                   |
| 2009 - 2013 | Pavitra Rishta (en)                         | Varsha Satish Deshpande / Jhumri         |                                   |
| 2010        | Comedy Circus (en)                          | Concurrente/Candidate                    | avec Sunil Pal (en)               |
| 2011 - 2012 | Uttaran (en)                                | Ruby                                     |                                   |
| 2012        | Bade Achhe Lagte Hain (en)                  | Jyoti Malhotra                           | Morte dans un accident de voiture |
| 2012 - 2014 | Tu Tithe Me (en)                            | Priya Mohite                             |                                   |
| 2014 - 2015 | Bharat Ka Veer Putra – Maharana Pratap (en) | Rani Saubhagaywati                       | Caméo                             |
| 2014 - 2015 | Jayostute                                   | Pragati Rajwade                          | Rôle principal                    |
| 2015        | Savdhaan India (en)                         | Sapna / Reshma (Episode 21 - Episode 25) | Rôle épisodique                   |
| 2015 - 2016 | Bhaage Re Mann (en)                         | Sneha Awasthi                            |                                   |
| 2017        | Saath Nibhaana Saathiya (en)                | Bhavani Keshavlal Rathod                 | Second rôle                       |
| 2017        | Ayushman Bhava (TV series) (en)             | Sudha Madhav Mehra                       | Second rôle                       |
| 2017 - 2020 | Swarajyarakshak Sambhaji (en)               | Godavari                                 | Second rôle                       |
| 2018        | Kaun Hai ? - L'esprit de Kamli              | Kavya (Episode 33)                       | Rôle épisodique                   |
| 2021        | Almost Sufal Sampoorna                      | Iravati                                  | Second rôle                       |
| 2021        | Swarajya Janani Jijamata (en)               | Raybagan                                 | Second rôle                       |